# خنوت
خنوت ، هي ملكة مصر قديمة غير حاكمة أو زوجة ملك ، و كانت زوجة الملك أوناس (ونيس) ، و عاشت خلال عهد الأسرة الخامسة ، و لربما كانت أم الملكة إيبوت الأولى.

## مدفنها
دفنت الملكة خنوت في مصطبة مزدوجة مع ملكة أخرى تدعى نبت بجوار هرم أوناس في سقارة. و تم إجراء الحفريات في المصطبة من قبل عالم الآثار بيتر مونرو.
و هرم الملكة الأم سيشيشيت يقع بالقرب من هرم خنوت.

## ألقابها
كانت الملكة خنوت تحمل الألقاب التالية:
- عظيمة صولجان حتس (المفضلة).
- من ترى حور و ست.
- عظيمة الثناء.
- زوجة الملك و حبيبته.
- رفيقة حور و حبيبته، حبيبته.
- قرينة المحبوب من السيدتين.
- القريبة من حور.

و قد يكون قد تم ذكر خنوت في معبد الملك أوناس الجنائزي ، وقد عانى قبرها ، على عكس قبر الملكة نبت ، من أضرار جسيمة.